# 8 Aquarii
8 Aquarii, som är stjärnans Flamsteed-beteckning, är en ensam stjärna belägen i den sydöstra delen av stjärnbilden Vattumannen. Den har en skenbar magnitud på 6,60 och kräver en handkikare för observation. Baserat på parallaxmätning inom Hipparcosuppdraget på ca 11,4 mas, beräknas den befinna sig på ett avstånd på ca 290 ljusår (ca 88 parsek) från solen.

## Egenskaper
8 Aquarii är en blå till vit underjättestjärna av spektralklass A3/4 IV,. Den har en radie, som är ca 2 gånger större än solens och utsänder från dess fotosfär ca 14 gånger mera energi än solen vid en effektiv temperatur av ca 8 000 K.